# Josep Mayoral i Antigas
Josep Mayoral i Antigas (Granollers, 13 d'octubre de 1954), economista i polític català és l'actual president del Consorci de Salut i Social de Catalunya i ha estat alcalde de Granollers des de 2004 fins al 2022. També ha estat president de la secció europea d'Alcaldes i Alcaldesses per la Pau i, com a batlle, formà part de l'Associació Internacional de Ciutats Educadores. A més, va ser el vicepresident primer de la Diputació de Barcelona, entrant al càrrec l'any 2009 fins a l'any 2011 sent succeït per Alberto Fernández Díaz.

## Biografia
Josep Mayoral i Antigas va néixer a Granollers el 13 d'octubre de 1954 al carrer d'Alfons IV on els seus pares tenien un forn de pa, el forn de l'Antonio i la Conxita. Mayoral cursà estudis a l'Escola Pia Granollers i a l'institut de Batxillerat de Granollers. Posteriorment es llicencià en Ciències Econòmiques en la Universitat de Barcelona.
Va ser professor de l'Escola Municipal de Treball de Granollers entre 1976 i 1987, i la dirigí del 1980 al 1984. Va participar activament en els moviments de renovació pedagògica, fou membre de la junta del Casal del Mestre a la dècada dels vuitanta i representant del sector pares en el Consell Escolar Municipal (1984-1987). Entre el 1974 i 1977 va formar part de la junta de l'Associació Cultural de Granollers.
El 1974 va començar a militar a Convergència Socialista de Catalunya, per passar al PSC quan aquest es fundà; n'ha estat membre del Consell Nacional i, del 1997 al 2004, primer secretari de l'Agrupació de Granollers. Va formar part de l'Assemblea de Catalunya a la Garriga (1974-1976). Es presentà a les eleccions municipals del 1979 en la candidatura del PSC, i ho ha tornat a fer en totes les convocatòries posteriors. L'any 1983 va sortir elegit regidor, però va renunciar a l'acta; posteriorment ha estat regidor de l'ajuntament de Granollers des del 1987 i ha portat les delegacions de Relacions Ciutadanes (1987-1991), d'Imatge i Comunicació (1999-2003), i ha estat tinent d'alcalde de l'àrea d'Urbanisme i Medi Ambient (1987-1992 i 1996-2004). Accedí a l'alcaldia el 12 de febrer del 2004; fins al present (2021), el seu mandat s'ha significat pel nou pla d'ordenació urbanística, s'ha completat l'eix del marge dret del riu Congost i s'ha perllongat el carrer Girona. D'entre els nous equipaments municipals es pot esmentar la recuperació de l'antiga fàbrica tèxtil Roca Umbert amb el projecte de "Fàbrica de les Arts", iniciat amb la inauguració de la "Biblioteca Roca Umbert" i del "Centre de cultura popular i tradicional La Troca".
Del 1993 al 1995 va ser conseller comarcal responsable d'afers d'Ordenació Territorial. També ha estat diputat provincial des del 1995, per dirigir les àrees d'Obres Públiques (1995-1999) i de Turisme (1999-2004) i ha format part de la Comissió de Turisme de la Federació Espanyola de Municipis i Províncies i, des del 2004, de l'Àrea d'Espais Naturals. Presideix l'"Associació de Municipis amb Transport Urbà" (AMTU), constituïda a Granollers l'any 2002, forma part del consell executiu del "Consejo Nacional del Clima" i de la comissió de Medi Ambient i Ecologia de la Federació Espanyola de Municipis. És president del Patronat de la Fundació Hospital Asil de Granollers des del 12 de febrer de 2004, de la Fundació Bertran de Seva i membre del Consell d'Administració de l'empresa "Transmissions digitals i comunicació, SA – TDCOM". Des del 18 de juliol del 2005 és president del Consorci del Mercat de l'Àudiovisual de Catalunya. Membre de la Comissió d'Ordenació Territorial de Catalunya i de la Comissió d'Urbanisme de Barcelona. Vocal del Consell General del Consorci de Comunicació Local (representació DB).Vocal del Consell d'Administració de la XAL (Xarxa d'Audiovisual Local). President de CEPSA (Compañía de Emisiones y Publicidad, SA). Vicepresident de Mayors for Peace. Vicepresident primer de la Diputació de Barcelona (26 de novembre de 2009). El juliol de 2023 fou elegit president del Consorci de Salut i Social de Catalunya.